# Академия Михайлова
«Академия Михайлова» — российская команда по хоккею с шайбой из города Тулы. С 2020 года выступает в МХЛ.

## История

### Создание команды
20 мая 2011 года в Новомосковске открылся ледовый дворец «Юбилейный», при котором создали хоккейное отделение местной ДЮСШ «Виктория».
В 2018 году на базе «Виктории» была создана команда НХК («Новомосковский хоккейный клуб»), которую заявили в Национальную молодёжную хоккейную лигу. Главным тренером НХК стал экс-хоккеист сборной России Юрий Кузнецов.
Первый в истории матч новомосковская команда провела 1 августа 2018 года в Ступино против «Капитана» и уступила — 0:1.

### Сезон-2018/19

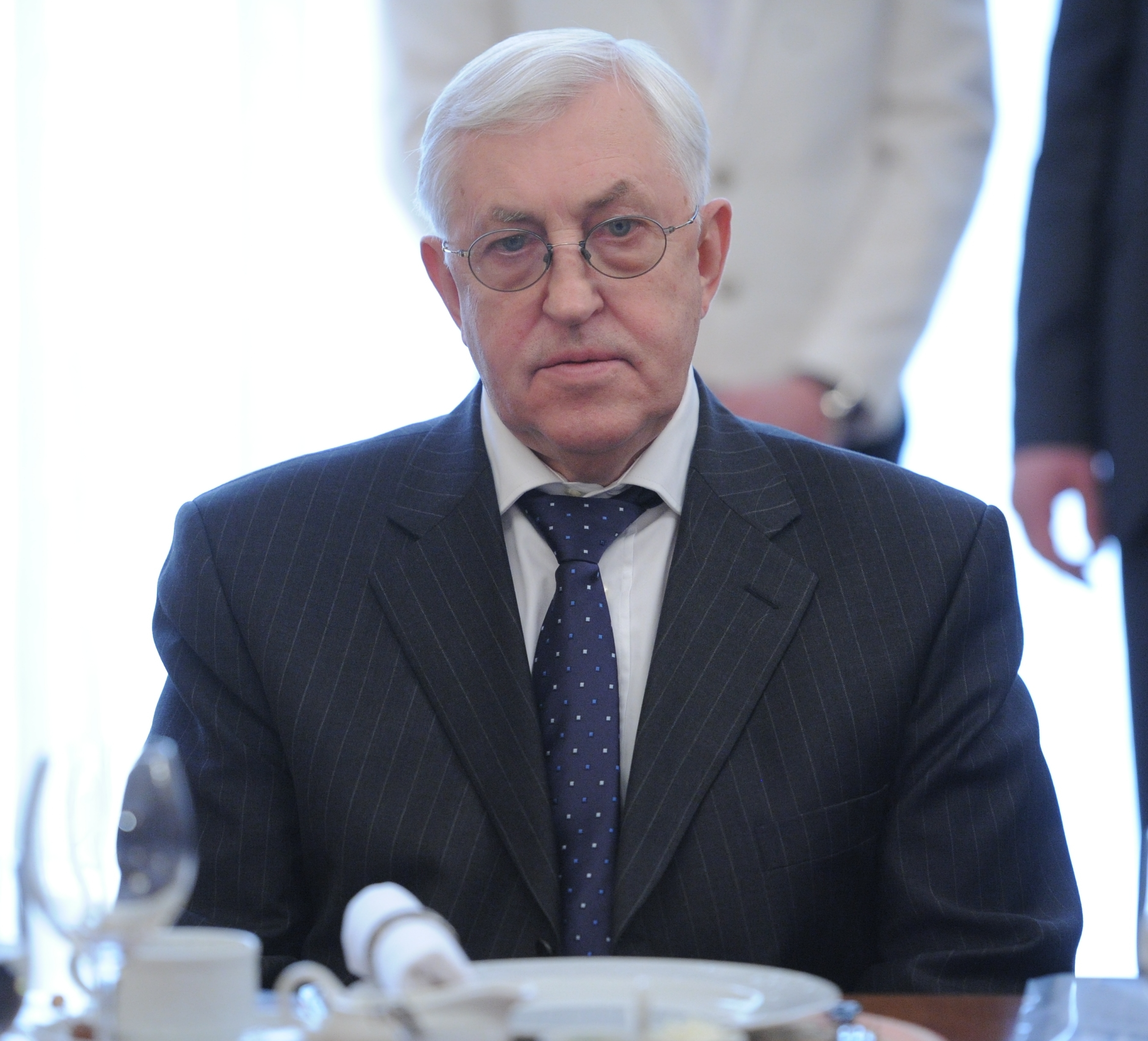
Борис Михайлов

В ноябре 2018 года в Новомосковске была создана «Академия хоккея имени Б. П. Михайлова» с перспективой межрегионального центра подготовки профессиональных хоккеистов. В её структуру вошли НХК, детские и юношеские, студенческая и следж-хоккейная команда. Академию назвали именем легендарного хоккеиста и тренера Бориса Михайлова, до этого неоднократно посещавшего Новомосковск.
В сезоне-2018/2019 НХК занял 6-е место среди 13 команд на регулярном этапе НМХЛ, вышел в плей-офф (Кубок регионов) и добрался до полуфинала, где уступил «Россоши». НХК занял 4-е место в сезоне, поскольку также не вышедший в финал ярославский «Локо-Юниор» был выше по итогам регулярной стадии и получил бронзовые медали. По итогам регулярного этапа 3-е место среди лучших снайперов лиги занял нападающий НХК Евгений Коновальчук.
25 января 2019 года в Новомосковске прошёл матч за Кубок поколения между сборными НМХЛ и Студенческой хоккейной лиги (4:2). Команду НМХЛ тренировал Кузнецов, в её составе играли два хоккеиста НХК — вратарь Владимир Архангельский и нападающий Павел Пашковский.

### Сезон-2019/20
В межсезонье команда НХК была переименована в «Академию Михайлова» и в сезоне-2019/20 вновь играл в НМХЛ. На регулярном этапе новомосковцы, омолодившие состав, заняли 4-е место среди 9 команд конференции «Запад» и вышли в плей-офф, который не состоялся из-за пандемии коронавируса. Итоги сезона подвели по результатам предварительной стадии, «Академия Михайлова» заняла 6-е место.

### Сезон-2020/21
6 августа 2020 года «Академия Михайлова» была принята в МХЛ. Домашние матчи команда намерена проводить в Туле в новом ледовом дворце. В межсезонье «Академию» возглавил Павел Канарский.
В августе «Академия Михайлова» стала серебряным призёром проходившего в Туле Кубка губернатора. В турнире участвовали восемь команд МХЛ: «Академия Михайлова», «Локо», «Мамонты Югры», «Чайка», «СКА-Варяги», «Атлант», «Сибирские снайперы» и «Тайфун». В финале туляки проиграли «Атланту» в серии штрафных бросков — 2:3. Вратарь Александр Евдокимов был признан лучшим игроком турнира в своём амплуа.
9 сентября 2020 года «Академия Михайлова» сыграла первый в истории клуба матч в МХЛ, уступив в Туле «Риге» — 0:2.
23 октября 2020 года Канарский был отправлен в отставку с поста главного тренера, его сменил Алексей Первушин, до этого времени работавший в юниорской команде. Одновременно клуб объявил о создании команды НМХЛ, которая начнёт выступления с сезоне-2020/2021, её возглавит Канарский.
7 декабря 2020 года Первушин был отправлен в отставку, и пост главного тренера занял Сергей Бажухин, прежде входивший в тренерский штаб Первушина.
В течение сезона «академики» выдали серию из 20 матчей без побед. 11 февраля 2021 года они потерпели самое крупное поражение в истории команды, проиграв в Ярославле «Локо» — 0:9.
3 марта 2021 года Бажухина во главе команды сменил Юрий Кузнецов, который руководил командой до конца сезона.
Набрав в 64 матчах 37 очков, «Академия Михайлова» закончила дебютный сезон в МХЛ на 16-м месте среди 17 команд западной конференции, опередив только «Амурских тигров».

### Сезон-2021/22
31 мая 2021 года главным тренером «Академии Михайлова» стал Игорь Гаврилов, ранее возглавлявший владивостокский «Тайфун». Его предшественник Юрий Кузнецов стал генеральным менеджером тульского АКМ, который входит в структуру академии дебютировал в ВХЛ. Под руководством Гаврилова команда стала бронзовым призёром Кубка губернатора Тульской области.
13 октября 2021 года Гаврилов был отправлен в отставку, и главным тренером был назначен Алексей Храмцов, до этого работавший в НМХЛ с «Академией Михайлова — Юниор».
18 февраля 2022 года Храмцов был уволен с поста главного тренера после крупного поражения от ступинского «Капитана» (0:6). Его место занял Дмитрий Евстигнеев, с середины января тренировавший тульский АКМ в ВХЛ. К тому моменту АКМ уже лишился шансов на попадание в плей-офф, и Евстигнеева направили в «Академию Михайлова», находившуюся вне восьмёрки лидеров. В итоге Евстигнееву не удалось вывести команду в плей-офф: она заняла 10-е место в западной конференции.
15 апреля 2022 года главным тренером был назначен Юрий Наваренко, ранее работавший в молодёжной команде московских «Крыльев Советов».

### Сезон-2022/23
В августе «Академия Михайлова» впервые в истории выиграла предсезонный турнир — Кубок TNA в Казани, а затем стала бронзовым призёром Кубка губернатора Тульской области.
В связи с изменением формулы розыгрыша МХЛ «Академия Михайлова» попала во второй по уровню «серебряный» дивизион. 20 ноября 2022 года, когда команда шла на первом месте, команду снова возглавил Евстигнеев, до последнего времени работавший в тренерском штабе АКМ. Наваренко, в свою очередь, занял его место в АКМ, однако уже 27 декабря после череды поражений команды вернулся на свой пост вместо Евстигнеева.
3 декабря 2022 года нападающий Кирилл Пукело стал первым хоккеистом команды, сыгравшим в Кубке вызова МХЛ: в Челябинске он представлял сборную западной конференции и сделал голевую передачу.
Набрав 77 очков в 54 матчах, «Академия Михайлова» заняла 2-е место в «серебряном» дивизионе западной конференции и попала в плей-ин, где выиграла у череповецкого «Алмаза» (2:0 в серии) и завоевала место в плей-офф и путёвку в золотой дивизион на следующий сезон. В 1/4 финала туляки проиграли ярославскому «Локо» (1:3 в серии).
Нападающий Кирилл Пукело стал лучшим бомбардиром и ассистентом регулярного этапа МХЛ, набрав 68 очков и сделав 49 голевых передач.

## Статистика выступлений
И — количество проведённых игр, В — выигрыши в основное время, ВО — выигрыши в овертайме, ВБ — выигрыши в послематчевых буллитах, ПО — проигрыши в овертайме, ПБ — проигрыши в послематчевых буллитах, П — проигрыши в основное время, О — количество набранных очков, Ш — соотношение забитых и пропущенных голов, М — место по результатам регулярного сезона.
Регулярный этап
| Сезон   | Лига | И  | В  | ВО | ВБ | ПБ | ПО | П  | Ш       | О  | М  |
| ------- | ---- | -- | -- | -- | -- | -- | -- | -- | ------- | -- | -- |
| 2018/19 | НМХЛ | 48 | 26 | 3  | 1  | 1  | 1  | 16 | 188-122 | 62 | 6  |
| 2019/20 | НМХЛ | 48 | 24 | 1  | 3  | 3  | 1  | 16 | 160-127 | 60 | 6  |
| 2020/21 | МХЛ  | 64 | 12 | 1  | 3  | 2  | 3  | 43 | 111-226 | 37 | 16 |
| 2021/22 | МХЛ  | 64 | 26 | 3  | 3  | 2  | 4  | 26 | 189-212 | 70 | 10 |
| 2022/23 | МХЛ  | 54 | 34 | 3  | 1  | 1  | 0  | 15 | 197-123 | 77 | 2  |

Плей-офф
| Сезон   | Лига | И | В | ВО | ВБ | ПБ | ПО | П | Ш     | Итог                                                        |
| ------- | ---- | - | - | -- | -- | -- | -- | - | ----- | ----------------------------------------------------------- |
| 2018/19 | НМХЛ | 9 | 2 | 1  | 1  | 1  | 1  | 3 | 24-24 | Проиграли в полуфинале: МХК «Липецк» — 3:2, «Россошь» — 1:3 |
| 2019/20 | НМХЛ | — | — | —  | —  | —  | —  | — | —     | Плей-офф отменён                                            |
| 2020/21 | МХЛ  | — | — | —  | —  | —  | —  | — | —     | Не попали                                                   |
| 2021/22 | МХЛ  | — | — | —  | —  | —  | —  | — | —     | Не попали                                                   |
| 2022/23 | МХЛ  | 6 | 2 | 1  | 0  | 0  | 1  | 2 | 20-17 | Проиграли в четвертьфинале: «Алмаз» — 2:0, «Локо» — 1:3     |

## Достижения
Кубок TNA
- Золото (1): 2022

Кубок Kama Tyres
- Серебро (1): 2021

Кубок губернатора Тульской области
- Серебро (1): 2020

- Бронза (2): 2021, 2022
- Золото (1): 2024

## Главные тренеры
- 2018 — июль 2020 — Юрий Кузнецов
- Июль 2020 — 23 октября 2020 — Павел Канарский
- 23 октября 2020 — 7 декабря 2020 — Алексей Первушин
- 7 декабря 2020 — 3 марта 2021 — Сергей Бажухин
- 3 марта 2021 — конец сезона — Юрий Кузнецов
- 31 мая 2021 — 13 октября 2021 — Игорь Гаврилов
- 13 октября 2021 — 18 февраля 2022 — Алексей Храмцов
- 18 февраля 2022 — 15 апреля 2022 — Дмитрий Евстигнеев
- 15 апреля 2022 — 20 ноября 2022 — Юрий Наваренко
- 20 ноября 2022 — 26 декабря 2022 — Дмитрий Евстигнеев (и. о.)
- 27 декабря 2022 — 31 октября 2023 — Юрий Наваренко
- 31 октября 2023 — 11 декабря 2023 — Вячеслав Уваев
- 11 декабря 2023 — 13 января 2025 — Ирек Галявиев
- 15 января 2025 — н. в. — Артур Шарифуллин (и. о.)

## Участники выставочных матчей

### Кубок поколения (НМХЛ)
| Игрок                  | Год  | Амплуа         |
| ---------------------- | ---- | -------------- |
| Владимир Архангельский | 2019 | вратарь        |
| Павел Пашковский       | 2019 | нападающий     |
| Юрий Кузнецов          | 2019 | главный тренер |
| Илья Воробьёв          | 2020 | нападающий     |

### Кубок вызова (МХЛ)
| Игрок          | Год  | Амплуа     |
| -------------- | ---- | ---------- |
| Кирилл Пукело  | 2022 | нападающий |
| Яромир Ермаков | 2025 | нападающий |

|}